# Gerardo Fernández Noroña
José Gerardo Rodolfo Fernández Noroña (Ciudad de México, 19 de marzo de 1960)es un político y sociólogo mexicano, miembro del partido Morena. Desde el 1 de septiembre de 2024 es el presidente del Senado durante el primer año de la LXVI Legislatura.
Es conocido por sus actos de protesta sobre todo a partir de las elecciones presidenciales de 2006. Ha sido diputado federal en tres ocasiones: en 2009, 2018 y 2021. Fue postulado por el Partido del Trabajo para buscar la candidatura a la presidencia de la República dentro de la coalición Juntos Hacemos Historia para las elecciones federales de 2024.

## Carrera política
Gerardo Fernández Noroña es licenciado en Sociología, egresado de la Universidad Autónoma Metropolitana Unidad Azcapotzalco. Fue candidato externo a diputado federal por el Partido Mexicano Socialista en 1988. En 1995 encabezó la creación de la «Asamblea Ciudadana en Defensa de los Deudores de la Banca», organización que defendía a quienes debido a la crisis económica sufrida ese año en México, habían visto multiplicarse sus deudas por sus créditos bancarios, desde entonces encabezó las protestas que lo harían posteriormente reconocido, entre ellas una en 1996 en Cancún frente al entonces presidente Ernesto Zedillo, por la que fue encarcelado unos días, pero fue liberado al poco tiempo ya que intervino el entonces presidente nacional del PRD, Andrés Manuel López Obrador. Continuó en la organización de bases para el partido hasta 2004, año en que fue nombrado secretario de comunicación del comité ejecutivo nacional del PRD que encabezaba Leonel Cota Montaño y se convirtió por tanto en vocero del partido.
Durante las campañas presidenciales de 2006, durante el conflicto postelectoral que le siguió, realizó protestas contra el fraude electoral denunciado por su partido y su candidato Andrés López, así como en lugares en donde se encontraba el entonces presidente Vicente Fox y posteriormente Felipe Calderón.
Durante el gobierno de Calderón fueron frecuentes sus enfrentamientos con elementos del Estado Mayor Presidencial por realizar protestas en actos oficiales a donde acudía, y le fue impedido el acceso al tercer informe de gobierno en 2009, ya como diputado. Denunció amenazas de muerte por tales hechos y responsabilizó al gobierno de Calderón de las mismas. También durante el gobierno de Enrique Peña Nieto llegó a enfrentarse a elementos de la Policía Federal por sus actos de protesta, y siendo nuevamente diputado, le fue impedido el acceso al último informe de gobierno de Peña Nieto realizado en Palacio Nacional.
Lideró también actos de protesta en el Senado por la aprobación de la reforma laboral, una de las llamadas estructurales surgidas del Pacto por México, y por los intentos de iniciativa de los senadores para regular las opiniones en redes sociales.
En 2016 denunció la agresión y el robo de celulares por parte del subsecretario de gobierno de Puebla, Luis Arturo Cornejo, en la administración de Rafael Moreno Valle Rosas, cuando intentaba la mediación para liberar presos políticos.

## Actividad posterior
Su postura de no reconocer a Calderón llevó a un escalamiento en su enfrentamiento con miembros de su propio partido, particularmente con los que formaron parte de la corriente denominada Nueva Izquierda, que privilegiaba el acuerdo político y la negociación sobre todo en el Congreso de la Unión contrario a lo solicitado por López Obrador, que pedía no tener ninguna negociación con representantes o partidarios del gobierno del presidente Felipe Calderón.
Este enfrentamiento se convirtió en un escándalo político cuando acusó a la presidenta de la Cámara de Diputados, la diputada perredista Ruth Zavaleta de traicionar al PRD y a Andrés López Obrador por haber declarado que perdonaba a Felipe Calderón por robar las elecciones del 2006 y luego por haber asistido a un acto político en que estuvo la esposa de Felipe Calderón, Margarita Zavala, ante lo cual Fernández Noroña declaró públicamente que Ruth Zavaleta "había entregado el cuerpo a cambio de un huesito", declaraciones por las cuales fue acusado de misoginia y que fueron condenadas por varios sectores del PRD, sobre todo por los diputados, exigiendo un castigo por tal hecho, y su renuncia al cargo.
El 28 de octubre el Consejo Nacional del PRD emitió un pronunciamiento en el cual reprobó los dichos de Fernández Noroña en contra de Ruth Zavaleta.

### Renuncia a su militancia
Partidario de la candidatura de Alejandro Encinas Rodríguez a la dirigencia nacional del PRD en las elecciones de 2008, cuando el Tribunal Electoral del Poder Judicial de la Federación resolvió las impugnaciones del proceso que dio como ganador de la presidencia del partido a Jesús Ortega Martínez se declaró en total desacuerdo; ante ello, el 27 de noviembre de 2008 renunció formalmente a su militancia en el PRD al considerar, según sus propias declaraciones, ilegítimo el triunfo de Jesús Ortega.

### Desobediencia civil
Como activista social, ha insistido en la desobediencia civil y prácticas de la no violencia como expresiones de protesta o lucha social. Realizó una protesta en la Torre Trump de Nueva York para manifestarse en contra de los planes migratorios de Donald Trump, manifestando que México pagaría un muro pero con las fronteras de 1830, afirmando que los mexicanos no van a permitir que por el muro "pase nuestro petróleo, nuestra electricidad, nuestros minerales y nuestra riqueza", al ser desalojado por escoltas de seguridad. Sobre las protestas y disturbios por el aumentos de las gasolinas en México, rechazo estar detrás de ellas, afirmando que es "el pueblo mexicano quien ha tomado la decisión de alzar la voz" contra el "gasolinazo". Promovió el no pago de impuestos en gasolineras como forma de desobediencia civil e hizo llamados a realizar paro general para exigir la renuncia de Enrique Peña Nieto.

### Movimiento de Izquierda Libertaria

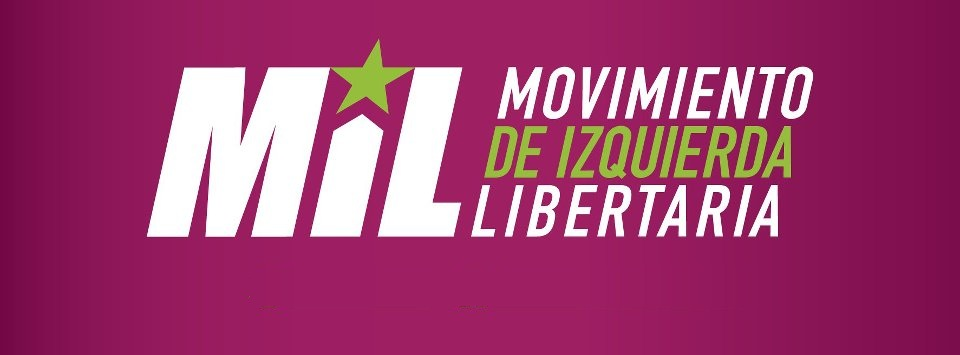
Logo del Movimiento de Izquierda Libertaria (MIL)

En agosto de 2012, Fernández Noroña inició una gira para promover un movimiento en contra del triunfo del candidato a la Presidencia de la República Enrique Peña Nieto. Además, propone la creación de un nuevo partido político de izquierda; "Movimiento de Izquierda Libertaria".
El 15 de septiembre de 2012 en el Zócalo de la Ciudad de México se llevó a cabo una asamblea en la que Balfre Vargas Cortez, Rosendo Marín Díaz y Gerardo Fernández Noroña dieron a conocer lo que llamaron "Llamamiento al pueblo de México", documento en el cual redactaban el plan de acción contra una supuesta imposición de Peña Nieto por medio de la desobediencia civil pacífica.
El 1 de abril de 2015, Gerardo Fernández Noroña, dirigente de la Asamblea Nacional por la Independencia de México (ÁNIMO), fue candidato (externo) a diputado federal plurinominal por el Partido del Trabajo (PT).
Fernández Noroña realizó una campaña nacional, llamando a votar y apoyando a los candidatos del PT. Concentró su campaña en recorrer con particular énfasis la cuarta circunscripción, de la cual fue candidato, y que comprende al Distrito Federal, Puebla, Guerrero, Morelos y Tlaxcala.
En referencia a la alianza que realizó el Partido del Trabajo en algunas entidades con el PRI y con el PAN, Fernández Noroña recalcó que dichas alianzas son locales, no está de acuerdo con ellas, y que él únicamente iría como candidato del PT. Además expresó que a pesar de las fuertes presiones, el PT se ha mantenido firme al no aceptar firmar el Pacto por México y al votar en contra de todas las reformas estructurales.

### Candidatura presidencial de 2018
Noroña hizo pública su intención de participar en las elecciones presidenciales de 2018 como candidato independiente de izquierda, realizando recorridos por el país.
Noroña destacó en las encuestas de candidatos independientes por ser el candidato con más intención de voto con hasta el 28.3% de la intención del voto. Posteriormente Noroña anunció que no participaría en la elección presidencial del 2018 declinando su candidatura en favor de López Obrador en septiembre de 2017 a las afueras de la sede del INE.
Esta última decisión lo acercó a Morena, donde fue precandidato a Senador de la República. Dicha candidatura fue ganada por el morenista Martí Batres. Noroña acusó de burla la selección de candidato.
El 20 de noviembre del 2017 Fernández Noroña anunció que competirá contra AMLO en interna presidencial de Morena. Semanas más tarde, Noroña desistió competir en interna presidencial de Morena, esto, a sus palabras, porque "Yo estaba en el cerco al Senado, no me daba tiempo de llegar al registro", esto ya que estaba participando en una protesta política a las afueras del Senado en contra de la ley de seguridad interior aprobada en diciembre del 2017 por el Senado.
En 2018, Noroña dijo que apoyaría a López Obrador a la Presidencia de la República, siendo el 9 de enero del 2018 nombrado como coordinador de organización de Morena del distrito 4 federal de Iztapalapa a propuesta del PT.
Tras asistir al Foro de São Paulo el 8 de diciembre de 2018, confirmó sus aspiraciones de ser candidato presidencial en las elecciones federales de 2024. En junio de 2023 solicitó licencia en la cámara de diputados para concentrarse en su candidatura a la presidencia.

### Candidatura presidencial de 2024
El 13 de junio de 2023, Fernández Noroña solicitó licencia en la Cámara de Diputados, para poder participar en la contienda interna de Morena para elegir al candidato a la presidencia de México en 2024 por la coalición Juntos haremos Historia integrada por Morena, el Partido del Trabajo y el Partido Verde.
En las elecciones federales de 2024, Noroña fue postulado como senador. El 25 de agosto de 2024, Fernández Noroña anunció su afiliación al Movimiento Regeneración Nacional. Tres días después, fue nombrado presidente de la Cámara de Senadores.

## Controversias
Durante su carrera política, Fernández Noroña se ha visto envuelto en diversas controversias.

### Pronunciamientos
En 2014, publicó un video en sus redes sociales donde realizaba sus compras en la tienda de autoservicio Comercial Mexicana —en el formato Bodega— donde adquirió un jugo de la marca Boing del cual no pagó el IVA (Impuesto al Valor Agregado), este generó críticas en redes sociales, donde lo apodaron #LadyBoing en la red social Twitter.
Fue criticado en redes sociales cuando el 22 de abril de 2019 como diputado federal, solicitó a la tuitera Mariana Díaz le mandase fotos sin ropa —mientras se encontraba en China durante un ciclo de conferencias parlamentarias con el Partido Comunista— toda vez que esta última habría mencionado «estaría a punto de quitarse la ropa» debido a la ola de calor presente en la CDMX.
El 16 de marzo de 2025, Gerardo Fernández Noroña desató polémica cuando en una videocharla, cuestionó que los pares de zapatos hallados en el rancho Izaguirre pertenecieran a desaparecidos y que ese hallazgo solo era una campaña de la derecha mexicana.
En junio de 2025, en respuesta a las protestas en Los Ángeles, Noroña sugirió que todo el suroeste de Estados Unidos debería ser devuelto a México, diciendo: "El idioma que más se habla en Los Ángeles es español. No necesitas hablar inglés para estar en Los Ángeles". Luego denunció la existencia misma de Estados Unidos y afirmó que los mexicanos se habían asentado en la región mucho antes de que EE. UU. lograra su independencia. También afirmó que "México fue despojado de estos territorios".

### Conflictos en redes sociales
Tras el intento de asalto a la propiedad del periodista Héctor de Mauleón —en donde su escolta habría accionado su arma de cargo para defenderse—, Fernández Noroña habría solicitado (sic) dar a conocer el nombre de este, calificándolo de «solidaridad», lo que le habría valido críticas no solo del periodista —quien lo cuestionó sobre el fin de exponerlo y ponerlo en riesgo—, sino también de miembros del gremio artístico como Laisha Wilkins, quien le cuestionó si «es o se hace» a quien Noroña le habría contestado «Luego les responde uno y comienzan a gritar: misógino. Son una pandilla de hipócritas, racistas y clasistas, eso es lo que son.» para después llamarla «Laisha Whiskas» —en alusión al alimento para gatos— a lo que esta le habría contestado «¡Hola! Me presento, soy una ciudadana...» 
El 19 de mayo se hizo público su número telefónico en Twitter lo que habría ocasionado que diversos ciudadanos le mandasen mensajes de texto vía WhatsApp y este hubiese reaccionado publicando sus números en la misma red, por lo que Twitter le habría bloqueado esos tuits —en sus palabras le habrían bloqueado la cuenta— ya que esta consideró dichos tuits «una violación a sus normativas, ya que los números telefónicos que compartió son considerados datos personales por la plataforma...» y amenazó con protestar en las oficinas de la red social en México haciendo pública su dirección. Así mismo se habría hecho pública una captura de pantalla en donde Fernández Noroña daría a entender una amenaza a un ciudadano con —el uso de— la Guardia Nacional y con avisar al «compañero presidente» sobre los mensajes en que el ciudadano le solicitaba «bajarle a su guerra pendeja... que genera odio y división...»
Un día después, tras presentarse en las oficinas de Twitter en la Ciudad de México para realizar su «protesta», fue recibido por un trabajador de la red social quien le preguntó «¿A qué viene?», a lo que Fernández Noroña le habría contestado que «a reclamar, y que no se pusiera como si fuera el dueño, pues él era un empleado y que él (Noroña) no trataba con empleados...» lo cual le habría valido críticas en redes sociales acusándolo de clasista por denigrar a un empleado.

### Conducta pública
Durante la pandemia de COVID-19 en México, se rehusó a usar cubrebocas en lugares públicos, negando su efectividad.
En 2021, después de dirigir comentarios ofensivos a la diputada panista Adriana Dávila, el Instituto Nacional Electoral lo sancionó por violencia política de género y Tribunal Electoral del Poder Judicial de la Federación ratificó dicha sanción, razón por la que tuvo que disculparse públicamente.
En 2022, mientras realizaba sus compras en el supermercado City Market, algunos clientes del lugar lo intervinieron, motivo del que anteriormente había publicado en Twitter que haría sus compras en otras tiendas como Sumesa.